# Savalou
Savalou ist eine Stadt und eine Kommune in Benin. Sie liegt im Département Collines. Die Stadt hatte bei der Volkszählung im Mai 2013 eine Bevölkerung von 38.162 Menschen und die deutlich größere Kommune Savalou hatte zum selben Zeitpunkt 144.549 Einwohner.

## Geografie
Die Kommune Savalou grenzt im Osten an die Kommunen Dassa-Zoumè und Glazoué, im Süden an Djidja, im Norden an Bantè und im Westen an die Republik Togo. Die Kommune Savalou liegt an der Grenze zwischen städtischen und ländlichen Gebieten, wobei die landwirtschaftliche Tätigkeit weiterhin wichtig ist. Mais und Cashewnüsse sind die landwirtschaftlichen Nutzpflanzen, die dort angebaut werden, da das äquatoriale Klima relativ gemäßigt ist.

## Geschichte
Die aufeinanderfolgenden Könige, die in dieser Region herrschen, stammen aus dem Geschlecht der Gbaguidi, was wörtlich übersetzt "mächtiger Häuptling" bedeutet. Dieser Name wurde bei der Krönung des ersten Königs im Jahr 1557 vergeben, nachdem er einen Büffel gezähmt hatte. Vor den Toren der Stadt befindet sich in der Mitte eines Parks eine große Terrakottastatue, die diesen König abbildet. Diese Linie war mit den Königen von Abomey verbündet. Seine Dynastie besteht immer noch.

## Bevölkerung
Die Bevölkerung von Savalou setzt sich hauptsächlich aus den ethnischen Gruppen der Mahis und Ifè zusammen. 
- 1979 (Volkszählung): 16.612 Einwohner
- 1992 (Volkszählung): 22.406 Einwohner
- 2002 (Volkszählung): 28.952 Einwohner
- 2013 (Volkszählung): 38.162 Einwohner

## Galerie

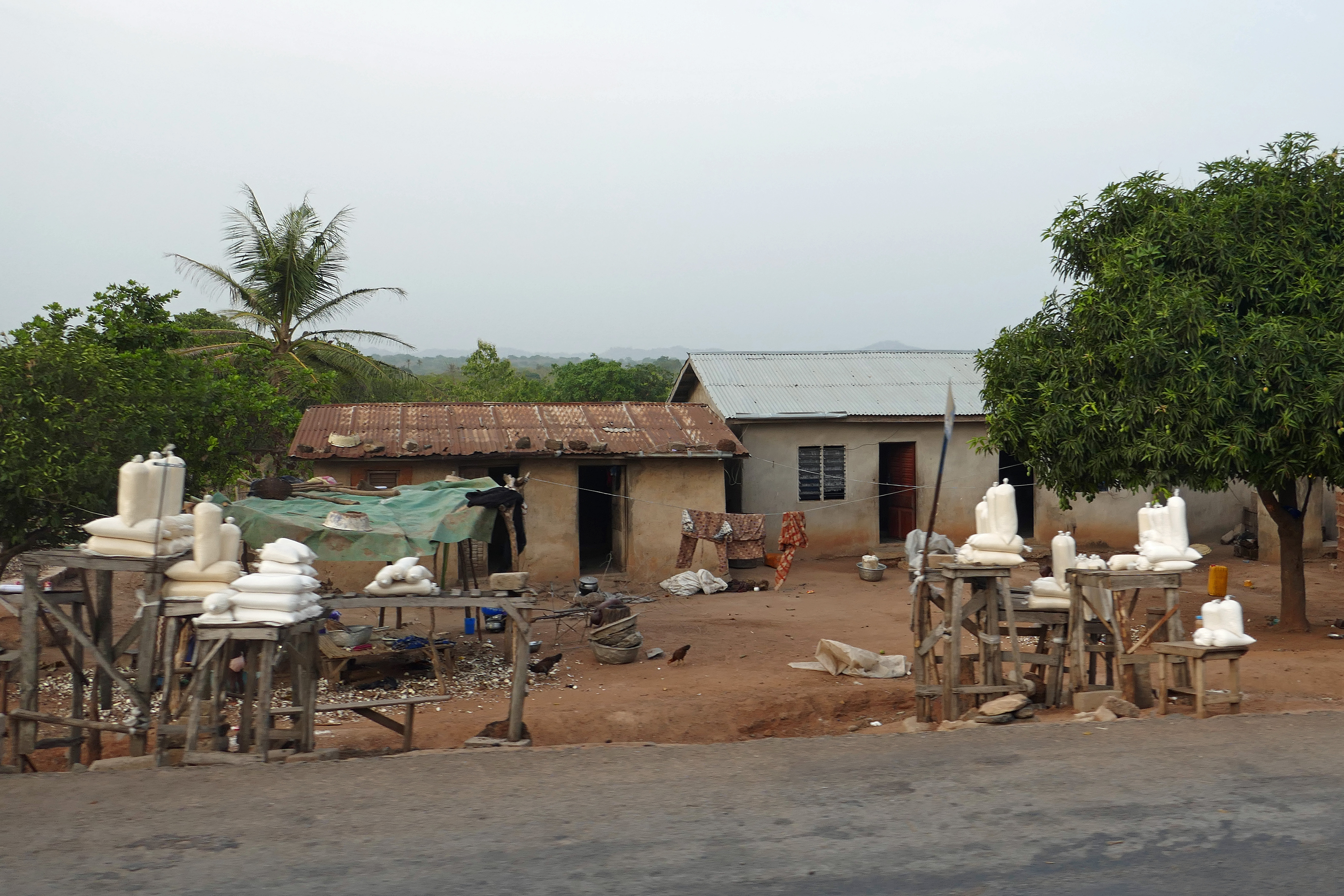
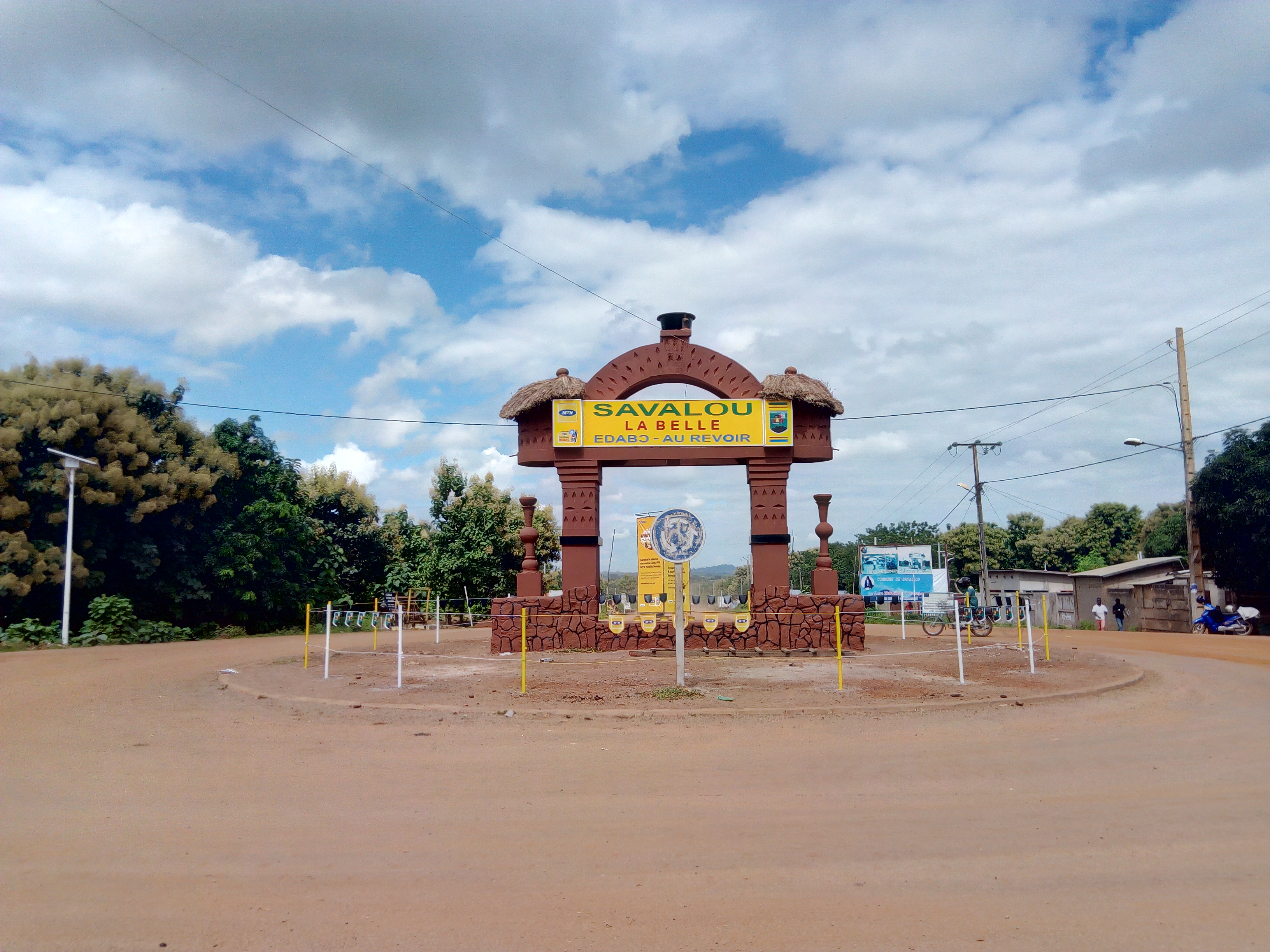
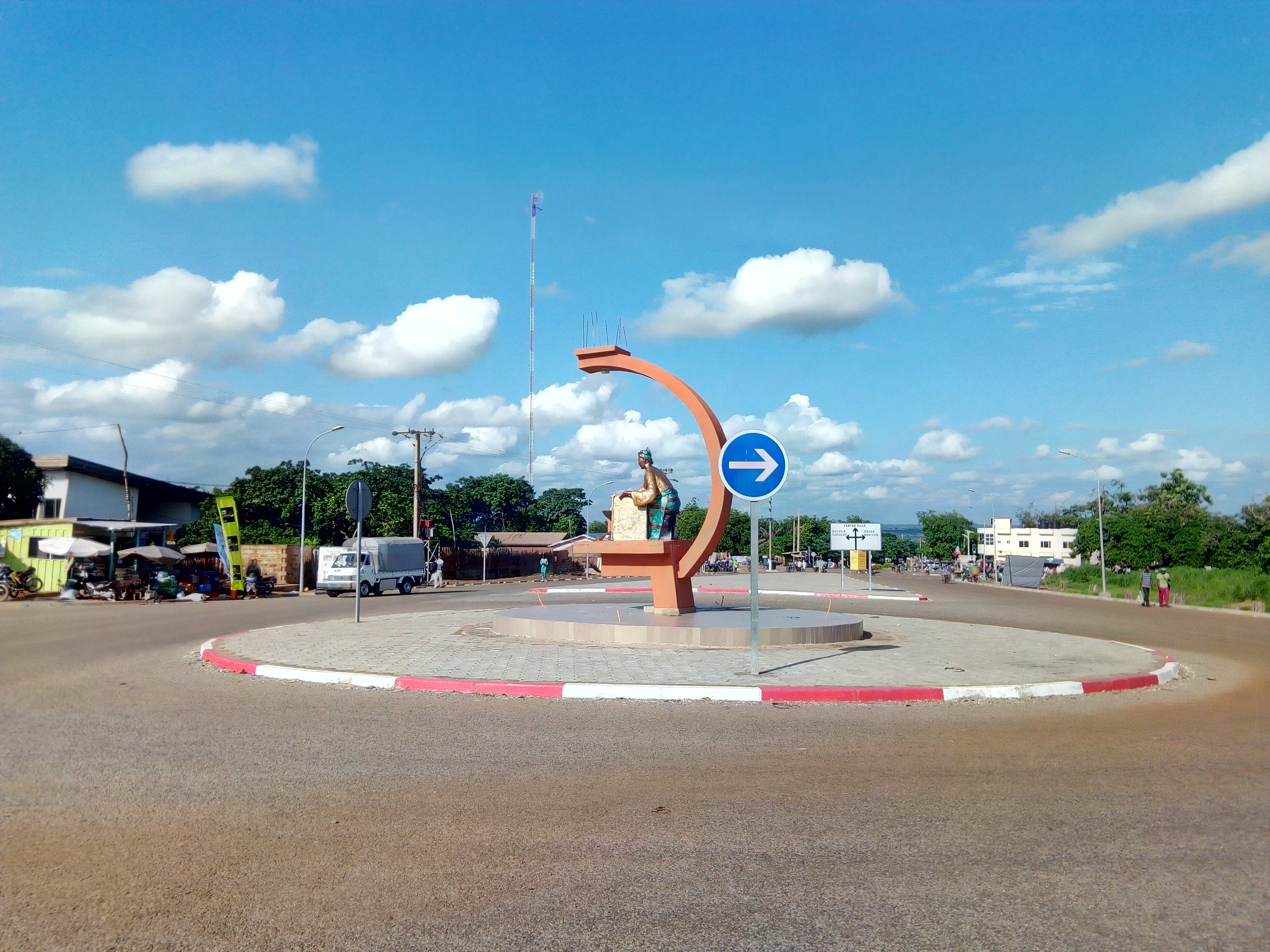

## Persönlichkeiten
- Bella Agossou (* 1981), Schauspielerin
- Odile Ahouanwanou (* 1991), Leichtathletin